# The Allman Brothers Band (álbum)
| Críticas profissionais        | Críticas profissionais |
| Avaliações da crítica         | Avaliações da crítica  |
| Fonte                         | Avaliação              |
| ----------------------------- | ---------------------- |
| AllMusic                      | [ 1 ]                  |
| Rolling Stone                 | (Favorável)            |
| The Rolling Stone Album Guide | [ 3 ]                  |

The Allman Brothers Band é o álbum de estreia da banda de southern rock The Allman Brothers Band. Foi lançado em formato LP em 1969, sob os selos Atco e Capricorn Records.
Inicialmente, o álbum recebeu uma resposta comercial fraca, registrando-se nos níveis mais baixos da tabela Top 200 Pop Albums da Billboard. Apesar disso, o álbum recebeu aclamação da crítica de publicações como a Rolling Stone, que o chamou de "sutil, honesto e comovente". Após o aumento da fama da banda no início dos anos 1970, este álbum e seu sucessor, Idlewild South (1970), foram reempacotados no álbum de compilação Beginnings. Devido à antipatia da banda pelo mix original de Barber, seu álbum de estréia foi remixado por Tom Dowd. Em 1973, o Beginnings foi certificado como ouro por conta das 500.000 cópias vendidas, de acordo com a Recording Industry Association of America.
Em 2016 uma versão Deluxe do álbum foi lançada pela Mercury Records que continha o "Original Stereo Mix por Adrian Barber" de 1969 e o "Beginnings" Stereo Mix por Tom Dowd de 1973.
Em relação às musicas, "Dreams" e "Whipping Post" seriam mais tarde a base para dois épicos concertos da banda. A canção "Whipping Post" é parte da lista "The Rock and Roll Hall of Fame's 500 Songs that Shaped Rock and Roll".

## Track listing
| Lado A |                             |                              |         |  |
| N.º    | Título                      | Compositor(es)               | Duração |  |
| 1.     | "Don't Want You No More"    | Spencer Davis, Edward Hardin | 2:25    |  |
| 2.     | "It's Not My Cross to Bear" | Gregg Allman                 | 5:02    |  |
| 3.     | "Black Hearted Woman"       | Gregg Allman                 | 5:08    |  |
| 4.     | "Trouble No More"           | Muddy Waters                 | 3:45    |  |

| Lado B         |                      |                |         |  |
| N.º            | Título               | Compositor(es) | Duração |  |
| 5.             | "Every Hungry Woman" | Gregg Allman   | 4:13    |  |
| 6.             | "Dreams"             | Gregg Allman   | 7:18    |  |
| 7.             | "Whipping Post"      | Gregg Allman   | 5:17    |  |
| Duração total: | Duração total:       | Duração total: | 33:18   |  |

## Créditos Musicais
- Gregg Allman – Vocais, Órgão
- Duane Allman – Guitarras, Slide guitar
- Dickey Betts – guitarras
- Berry Oakley – baixo elétrico, coros
- Jai Johanny Johanson – bateria, Conga
- Butch Trucks – bateria, percussão

## Desempenho nas Paradas Musicais

### Semanais
| Parada Musical (1969) | Posição |
| --------------------- | ------- |
| Billboard 200         | 188     |

1. ↑  Eder, Bruce. The Allman Brothers Band (em inglês) no AllMusic
2. ↑  Bangs, Lester (21 de fevereiro de 1970). «Records». San Francisco: Straight Arrow Publishers, Inc. Rolling Stone (52). 52 páginas. Consultado em 30 de junho de 2017
3. ↑  The Allman Brothers Band Album Guide, Rolling Stone